# Outdoor Sportman Group
Outdoor Sportsman Group, Inc. (también conocido como Outdoor Sportsman), una subsidiaria de Kroenke Sports & Entertainment (KSE), grupo de medios de actividades al aire libre de los Estados Unidos. Outdoor Sportman publica unas 19 revistas de caza, pesca y tiro deporivo, siendo propietarios de los canales especializados Sportsman & Outdoor Channels y World Fishing Network, así como de la red de televisión por Internet MyOutdoorTV.com y del 19,9% del Canadian Sportsman Channel. Después de haber comprado el Sportsman Channel de sus fundadores en junio de 2007. En 2014, KSE adquirió Outdoor Sportsman Group (entonces conocido como InterMedia Outdoor Holdings) de InterMedia Partners. InterMedia había adquirido las revistas de Primedia en 2006.
Además de la publicación de revistas tradicionales, Outdoor Sportsman Group también participa en 11 series de televisión de primer nivel, radio sindicada, eventos para consumidores y negocios de comercialización impulsados por marcas.

## Publicaciones
- Bass Fan
- Bowhunter
- Firearms News
- Florida Sportman
- Fly Fisherman
- Game & Fish
- Gun Dog
- Guns &amp; Ammo
- Guns & Ammo: Handguns
- In-Fisherman
- North American Whitetail
- Petersen's Bowhunting
- Petersen's Hunting
- Rifle Shooter
- Shallow Water Angler
- Shooting Times
- Walleye In-Sider
- Wildfowl

## Cadenas de televisión
- Sportsman Channel (EE. UU. y Canadá (19,9%))
- Outdoor Channel
- World Fishing Network
- MyOutdoorTV.com (basado en Internet)